# 黄花美人蕉
黄花美人蕉（学名：Canna indica var. flava）为美人蕉科美人蕉属下的一个变种。主要分布于美洲热带、亚洲热带和非洲。